# Floruit

Floruit (adesea abreviat fl. sau flor., iar uneori scris cu caractere italice pentru a-i arăta originea latină) se referă la o perioadă de timp în care o persoană, o școală, o mișcare sau chiar o specie a activat sau a înflorit. Provine din verbul latinesc florere — „a înflori”.
Notația este foarte des întâlnită în scrierile genealogice și istorice; se folosește când sunt necunoscute datele nașterii sau morții, dar există dovezi care indică perioada în care persoana a trăit. De exemplu, dacă există testamente atribuite lui Ioan Fictiv în 1204, 1207 și 1229, și există o înregistrare a căsătoriei lui în 1197, atunci o înregistrare despre el se poate scrie astfel: „Ioan Fictiv (fl. 1197–1229)”.